# روساريو دي بيلاسكو
روساريو دي بيلاسكو بيلاوستيغيغويتيا (مدريد ، 20 مايو 1904- برشلونة، 2 مارس 1991) كانت رسامة تصويرية إسبانية وعضوة في جمعية الفنانين الإيبيريين، وقريبة من الموضوعية الجديدة الألمانية.

## السيرة الذاتية والأعمال
هي ابنة أنطونيو دي فيلاسكو مارتين كوادريليرو بيزوس، وهو عقيد في الجيش الإسباني، وروزاريو بيلاوستيغيغويتيا لاندالوسي وهي امرأة باسكية من الكارليين وتمتلك ميول دينية قوية، أظهرت روزاريو دي فيلاسكو تقاربًا أيديولوجيًا مع القسم النسائي لحزب الفالانج الإسباني في بداياته.² كانت ابنة عم الرسامة الإسبانية ماريسا رويسيت فيلاسكو.³
درست تحت إشراف فرناندو ألفاريث دي سوتومايور، وهو رسام مرتبط بالتيار الإقليمي الجاليقي، والذي شغل منصب مدير متحف برادو في فترتين، من 1922 إلى 1931 ومن 1939 إلى 1960، وقد عرّفها على أعمال تيتيان وفيلازكيز.شاركت لأول مرة في المعرض الوطني للفنون الجميلة بلوحتين يتيتين بعنوان العجوز السيغوبيانية والفتى ذو الإبريق⁵ في 1924.كانت من المشاركات في أول صالون إسباني للرسامات في 1931، حيث برزت كفنانة جديرة بالذكر والتقدير، وفقًا للناقد مانويل أبريل.⁶حصلت في 1932 على الميدالية الثانية في فئة الرسم في المعرض الوطني للفنون الجميلة عن لوحتها الزيتية آدم وحواء (المحفوظة في المتحف الوطني مركز الفن الملكة صوفيا)، وهي عمل يعكس العودة إلى الكلاسيكية أو ما يُعرف بـ "العودة إلى النظام"، وهو الاتجاه الذي شهدته الطليعة الأوروبية خلال الفترة ما بين الحربين العالميتين.وشاركت في نفس العام بهذه اللوحة في المعارض التي نظمتها جمعية الفنانين الإيبيريين في كوبنهاغن وبرلين.¹
ومع لوحتها الحمام، التي قُدمت في 1931 في صالون الخريف، شاركت في المعرض الذي نظمته المكتبة الدولية في سرقسطة في عام 1935، والمخصص حصريًا للفنانات والكاتبات الشابات، بمشاركة كارمن كوندي، نورا بورخيس، مينشو غال، وجوزفينا دي لا توري، من بين أخريات.وقدمت عام 1936 في المعرض الوطني-الذي لم يُعقد بسبب الأحداث السياسية- لوحتها البريئون أو مجزرة الأبرياء (محفوظة في متحف الفنون الجميلة في فالنسيا)، والتي وُصفت بأنها عمل واقعي ذو طابع حميمي.⁷ عرضت أعمالها في معهد كارنيغي في بيتسبرغ عام 1934، ثم شاركت في معرض الفن الإسباني الذي أقيم في متحف المدارس الأجنبية المعاصرة في باريس⁸ عام 1936.
تعرفت على زوجها المستقبلي -الطبيب خابيير فاريرونز كو- في منزل الناشر غوستافو جيلي ،والذي تزوجته في منزلها في برشلونة عام 1937.فر الزوجان بعد زواجهما إلى فرنسا، حيث عبرا الحدود سيرًا على الأقدام للوصول إلى المنطقة المتمردة، وهناك وُلدت ابنتهما الوحيدة ماريا ديل مار، كما ساهمت برسوماتها في مجلة فيرتيس.استقرت العائلة نهائيًا في برشلونة بعد انتهاء الحرب الأهلية الإسبانية، وبدأت فترة من النشاط الفني المكثف، رغم أنها ظلت بعيدة عن التيارات الفنية السائدة، محاطة بأصدقاء مميزين مثل ديونيسيو ريدروخو، بيره برونا، كارمن كوندي، وأوجينيو دورس، الذي وصفها بأنها "بولا نيجري"—نجمة السينما الصامتة—في عالم الرسم.⁹
اختيرت عام 1944 للمشاركة في الصالون الثاني للأحد عشر، وهو معرض نظمته الأكاديمية الموجزة للنقد الفني، التي أسسها أوجينيو دورس بهدف التعريف بالفن في فترة ما بعد الحرب.⁸
وفي مجال رسوم الكتب، بالإضافة إلى تعاونها المذكور مع مجلة فيرتيس ، فقد أعدت الرسوم التوضيحية لكتاب حكايات للأحلام (1928) والجميلة ذات الحب التعيس (1930) للكاتبة ماريا تيريزا ليون،⁸ وكذلك لكتاب أميرات العذاب للكاتبة كونشا إسبينا (نشره غوستافو جيلي، برشلونة، 1940).كما قامت ببعض المحاولات في الرسم الجداري، مثل عملها في كنيسة سيدة الثلوج في ماتشوراس في بورغوس خلال الحرب الأهلية الإسبانية،¹⁰ وفي عام 1942، نفذت جداريات في كنيسة المدرسة الكبرى تيريزا دي خيسوس، التي كانت في السابق مقر إقامة السيدات المؤسسي قبل أن يتم تحويلها بعد الحرب؛ لكن كلا العملين الفنيين قد اختفيا.¹¹حصلت عام 1968 على جائزة سانت جوردي بالمشاركة مع إغناسي موندو عن لوحتها المنزل الأحمر، وهي عمل يمثل تطور أسلوبها، حيث بدأ يميل إلى ملامح غير محددة تعتمد على الشفافية، مبتعدًا عن الكلاسيكية ولكن دون أن يتخلى عن التصوير الواقعي.¹²⁹
تم ضمها عام 2019 في المعرض الجماعي "رسامات: رائدات في فن الرسم التوضيحي" الذي أقيم في متحف ABC.¹³
تنتمي إلى جيل "لاس سينسومبريرو"، وهو جيل النساء المرتبط بجيل 27.

## روابط خارجية
￼ Wikimedia Commons alberga una categoría multimedia sobre Rosario de Velasco.
Francisco Umbral: «Rosario de Velasco», El Cultural, 3 de junio de 2003
Rosario de Velasco, Víctor Ugarte Farrerons
Alberto Martínez Artola, «Rosario Velasco Belausteguigoitia», Auñamendi Eusko Entziklopedia
Vídeo sobre la exposición Dibujantas en el Museo ABC en 2019
1. ↑  وصلة مرجع: https://apintoresyescultores.es/rosario-de-velasco-belausteguigoitia/. الوصول: 20 يوليو 2022.
2. 1 2 3 4  وصلة مرجع: https://www.museoreinasofia.es/coleccion/obra/adan-eva-0. الوصول: 9 نوفمبر 2020.
3. ↑  "فايند أغريف" (بالإنجليزية).
4. ↑  مُعرِّف قائمة الاتحاد لأسماء الفنانين (ULAN): 500038160. مذكور في: قائمة الاتحاد لأسماء الفنانين. تاريخ النشر: 8 يونيو 2005. الوصول: 9 مايو 2022. لغة العمل أو لغة الاسم: الإنجليزية.